# Гремяки
Гремяки — село в Пронском районе Рязанской области, входит в состав Малинищинского сельского поселения.

## География
Село расположено на берегу речки Ямна в 4 км на юг от центра поселения села Малинищи и в 26 км на север от райцентра рабочего посёлка Пронск. 

## История
В 1633 году Гремяка  вместе с пустошью Чулковой и сельцом Переладниковым пожертвована была боярином Федором Ивановичем Шереметевым Кирилло-Белозерскому монастырю. В качестве села Гремяка значится в межевых книгах 1651 года, где она описывается так: «Того же Кирилова монастыря село, что бывала прежде пустошь, Гремяка на речке Гремячке, а в селе церковь св. мучеников Космы и Домьяна, а в церкви деисусы местные образы и ризы и книги и колокола строенье монастырское, да на той же монастырской земле двор попа Василия, двор монастырской да  крестьянских 11 дворов, людей в них 40 человек да 8 дворов бобыльских, людей в них 19 человек. Пашни пахотной и перелогу добрые земли 225 четвертей в поле, да примерно в той вотчине в селе Гремяке сверх приправочных книг 30 четвертей в поле; а писана та вотчина за Кириловым монастырем по приправочным книгам князя Ивана Львова 1627-28 года». По окладным книгам 1676 года при Космодамианской церкви упоминаются  «двор попов, двор дьячка, двор пономарский  и двор просфирницын, церковной пашни 10 четвертей в поле, сенных покосов на 20 копен». Из досмотра села Богородицкого попа Евстратия с окольными священниками от 15 октября 1712 года видно, что власти Кириллова монастыря большую часть крестьян из села Гремяки свели на житье в степные места – в Керенский уезд, у Космодамианской церкви остался только двор дьячков, 20 дворов крестьянских и 5 бобыльских, бывший при той церкви поп Иван за скудностью прихода  по указу архиерейскому в октябре 1710 года отпущен жить в степные места. А так как Космодамианская церковь «вельми  ветха и священнику служить в ней не мочно» было, а прихожанам за скудностью и малолюдством вновь строить церкви нечем, то Космодамианский приход для данного платежа приписан и со святынею в него входить велено села Тырнова попам Евтихию и Еремею. Деревянная Космодамианская церковь с селе построена в 1768 году из дубового леса в ширину по 30 аршин. Церковь окружена каменною оградою, имеющею в длину 48, а в ширину 44 аршин. 
В XIX — начале XX века село входило в состав Тырновской волости Пронского уезда Рязанской губернии. В 1906 году в селе было 189 дворов. 
С 1929 года село являлось центром Гремяковского сельсовета Старожиловского района Рязанского округа Московской области, с 1937 года — в составе Рязанской области, с 1944 года — в составе Букринского района, с 1956 года — в составе Пронского района, с 2005 года — в составе Тырновского сельского поселения.

## Население
| 1859 | 1897  | 1906  | 2010 |
| ---- | ----- | ----- | ---- |
| 889  | ↗1113 | ↗1387 | ↘420 |

## Достопримечательности
В селе находится недействующая Космодамианская церковь.